# Giacomo Bevilacqua
Giacomo Bevilacqua, alias Giacomo Keison Bevilacqua (né le 22 juin 1983 à Rome), est un auteur de bande dessinée italien connu pour avoir créé en 2008 la série initialement publiée en ligne Panda Aime (it).

## Publications en français
- Panda Aime (it), Paris, Delcourt, 2013, 160 p.  (ISBN 978-27-5604-134-6)
- Manhattan Murmures (it), Grenoble, Vents d'Ouest, 2017, 179 p. (ISBN 978-2-7493-0845-6)
- Lavennder, Paris, Éditions du Long Bec, 2020, 126 p. (ISBN 978-2-379-38044-0)

## Prix et distinctions

### Remportées
- 2011 : Prix Micheluzzi de la meilleure bande dessinée en ligne pour Panda Aime
- 2017 : Prix Gran Giunigi des lecteurs Feltrinelli pour Manhattan murmures

### Nominations
- 2009-2010 : Prix Micheluzzi de la meilleure bande dessinée en ligne pour Panda Aime
- 2013 : Prix Micheluzzi de la meilleure écriture pour Metamorphosis